# Ривис, Стив
Стив Ривис (англ. Steve Reevis, 14 августа 1962 — 7 декабря 2017) — американский актёр индейского происхождения.
Стив Ривис вырос в резервации черноногих. Он закончил индейскую школу Фландрео в Южной Дакоте, а затем учился в Индийском младшем колледже им. Хаскела в городе Лоуренс, штат Канзас, где он получил степень искусств. Первой работой Ривиса была роль летчика-каскадера в фильме «Партия войны» 1987 года в котором также снимался его брат Тим.
Впервые как актёр Ривис появился на экранах в 1988 году на студии в фильме «Близнецы». Впоследствии он играл в основном индейцев в таких фильмах, как «Танцующий с волками» (1990), «Отряд» (1993), «Джеронимо: Американская легенда» (1993), «Последний из племени людей-псов» (1995) и «Дикий Билл» (1995). Наибольшую известность ему принесла роль Шепа Праудфута в фильме братьев Коэнов «Фарго» в 1996 году. Ривис умер 7 декабря 2017 в городе Мизула, штат Монтана, в возрасте 55 лет. Причина смерти озвучена не была.